# Exerodonta
Exerodonta é um gênero de anfíbios da família Hylidae.
As seguintes espécies são reconhecidas:
- Exerodonta abdivita (Campbell & Duellman, 2000)
- Exerodonta bivocata (Duellman & Hoyt, 1961)
- Exerodonta catracha (Porras & Wilson, 1987)
- Exerodonta chimalapa (Mendelson & Campbell, 1994)
- Exerodonta juanitae (Snyder, 1972)
- Exerodonta melanomma (Taylor, 1940)
- Exerodonta perkinsi (Campbell & Brodie, 1992)
- Exerodonta pinorum (Taylor, 1937)
- Exerodonta smaragdina (Taylor, 1940)
- Exerodonta sumichrasti Brocchi, 1879
- Exerodonta xera (Mendelson & Campbell, 1994)